# 中村正三郎 (プログラマ)
中村 正三郎（なかむら しょうざぶろう、1959年〈昭和34年〉 - ）は、プログラマ。各誌やインターネット上でエッセイなどを連載。かつて在籍した管理工学研究所ではワープロソフト『松』などの開発に従事。複数の機関のサーバで相互にアーカイブしてトラフィックの輻輳を緩和するRing Server Project代表を務めていた。
パソコン通信の時代から朝日ネットの常連である。

## 経歴
- 1959年 福岡県北九州市門司区生まれ。
- 1981年 九州大学工学部電気工学科卒。
- 1983年 九州大学大学院工学研究科情報工学専攻修士課程修了。
- 1983年4月、株式会社管理工学研究所に入社。日本語ワープロソフト『松』シリーズ、日本語入力フロントエンドプロセッサ『松茸』シリーズなどの開発に従事。
- 1989年1月より株式会社ソフトヴィジョンに勤務。文書交換の中間形式RTFJ、通信ソフトMILINK、簡易SGMLフォーマッタSGF、Windows用データベースソフトDBPro for Windows、SGML/XML関連の仕事など多くのソフトを手がける。
- 2002年2月より株式会社アンテナハウスに勤務。XMLやゲノム関連の仕事に従事。

九州大学、慶應義塾大学、法政大学の非常勤講師でもある。

## 主要著書
- 『インターネットを使いこなそう』(新版) 岩波ジュニア新書 (2002/02) ISBN 978-4-00-500391-4
- 『星降る夜のパソコン情話2002―Linux狂騒曲第3番変マ短調作品30～42』ビレッジセンター出版局 (2002/01) ISBN 978-4-89436-141-6
- 『ウイルス、伝染（うつ）るんです』 広済堂出版 (2001/06) ISBN 978-4-331-50771-1
- 『特選 星降る夜のパソコン情話―続・Linux狂騒曲』ビレッジセンター出版局 (2000/10) ISBN 978-4-894-361386
- 『特選 星降る夜のパソコン情話―Linux狂騒曲』ビレッジセンター出版局 (1999/10) ISBN 978-4-894-361317
- 『続続 星降る夜のパソコン情話―On The Move』ビレッジセンター出版局 (1998/08)ISBN 978-4-894-361164
- 『電脳曼陀羅 （改訂新版）』ビレッジセンター出版局 (1997/03) ISBN 978-4-894-360488
- 『続　星降る夜のパソコン情話―On The Move』ビレッジセンター出版局（1996/11) ISBN 978-4-894-360402
- 『星降る夜のパソコン情話』ビレッジセンター出版局 (1996/06) ISBN 978-4-894-360303
- 『インターネットパワー』ビレッジセンター出版局 (1996/02) ISBN 978-4-894-360242
- 『電脳曼陀羅』ビレッジセンター出版局 (1995/01) ISBN 978-4-938-704896
- 『電脳騒乱節〈vol.4 オブジェクト指向臨死体験編〉』 技術評論社(1993/02) ISBN 978-4-874-085424
- 『電脳騒乱節〈vol.3 スペース空海即身成仏編〉』 技術評論社(1991/10) ISBN 978-4-874-084564
- 『電脳騒乱節〈vol.2 電脳バトルロイヤル宣戦布告編〉』 技術評論社(1991/07) ISBN 978-4-874-084427
- 『電脳騒乱節〈vol.1 書き殴り西麻布日記編〉』 技術評論社(1991/07) ISBN 9784874084410